# 警視長
警視長（けいしちょう、英称：Commissioner）は、警察法第62条に規定される日本の警察官の階級の一つ。上から3番目。警視監の下、警視正の上。

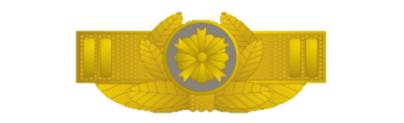
警視長の階級章

## 階級の位置と役割
警視長の階級は、警察法第62条に規定され、上位には警視総監と警視監があり、下位には警視正、警視、警部、警部補、巡査部長及び巡査（巡査長含む）が定められている。

## 任官
国家公務員試験（I種試験）に合格し警察庁へ採用された、いわゆる「キャリア組」の警察官は採用22年目辺りで勤務成績優秀者から順次昇任する。
各都道府県警察に地方公務員（ノンキャリア）として採用された後、推薦により警察庁に国家公務員として中途採用された警察官（いわゆる推薦組）も昇任することがある。また、警視庁および一部の道府県警察でも、いわゆる「地元組」のトップが昇任することがある。ノンキャリア警察官の最高階級とされているが、実際に昇任できるのは警視庁でも数名。他の県警だと総務部長等に就任する1名のみである。
国家公務員試験（II種試験）の合格者も警視正昇任後に昇任することがあるが、警視監（本庁で局長を務めることができる階級である）に昇任することは困難とされる。局長級以上に昇任することが困難である点は、他の省庁のII種試験合格者と同様である。

## 役職
- 警察庁内部部局
  - 課長、参事官、課長級分掌官（国家公安委員会会務官など）、主要室長
- 警察庁地方機関
  - 管区警察局 部長、管区警察学校長
- 警察庁附属機関
  - 警察大学校 各教養部長兼教授
  - 科学警察研究所 総務部長
  - 皇宮警察本部 副本部長（皇宮警視長）
- 警視庁
  - 地域・生活安全・組織犯罪対策・交通の各部のうち2名のノンキャリア部長、警察学校長、主要参事官、第一・第四・第八方面本部長
- 府及び一部県警察
  - 主要部長
- 北海道警察
  - 総務部長、警務部長、方面本部長
- 小規模県警察
  - 本部長

## その他
- 階級章は横板と両側の桜葉すべて金色であり、両外側2本である。
- 警察内部では“けいしなが”と呼称されることもある（無線連絡時の聞き違い防止に起因する）[1]。